# Ситник Олег Іванович
Ситник Олег Іванович (8 червня 1935, м. Київ — 6 жовтня 2006, м. Київ) — видатний український журналіст, головний редактор багатьох українських газет, заслужений працівник культури УРСР, поет-пісняр, перекладач.

## Біографія
Народився 8 червня 1935 року в Києві. У 1958 році закінчив факультет журналістики Київського Національного університету імені Тараса Шевченка. Олег Іванович Ситник — легендарна особистість у вітчизняній журналістиці, професіонал найвищого рівня. Гідно проніс через усе життя вищі ідеали вітчизняної журналістики — честь, благородство, гідність, вищість у світосприйнятті і ставленні до людей. Яскрава і харизматична людина із винятковим почуттям гумору, він став вчителем і наставником багатьох головних редакторів найвпливовіших сучасних видань України і талановитих майстрів — журналістів, яких навчив не тільки професійній майстерності, але й головним людським якостям — любові до батьківщини, повазі до людей, порядності, працелюбності, відданності справі, щедрості душі. Головний редактор газет «Київський комсомолець», «Молодь України», «Вечірній Київ», «Прапор комунізму»- «Київський вісник», «Сільське життя», він був людиною легкою на творчий підйом, міцною на слово, щедрою на добрий вчинок, а його посмішка — завжди іронічною, але такою теплою і щирою. Вірші Ситника надихнули близького друга Олександра Білаша та композиторів Вадима Вадименка і Володимира Костенка створити музику до його пісень. За постійну увагу до кожного і турботу, численні безкорисні добрі справи журналісти називали його «татом».
01.09.1953 — 01.08.1958 — студент факультету журналістики Київського державного університету ім. Т. Г. Шевченка
10.03.1958 — 12.05.1958 — редактор Комітету по радіомовленню і телебаченню при Раді Міністрів УРСР
15.08.1958 — 27.08.1962 — кореспондент, завідувач відділу редакції газети «Київська правда»
27.08.1962 — 31.03.1963 — редактор газети «Київський комсомолець»
01.04.1963 — 01.05.1964 — редактор газети «Молода гвардія»
01.05.1964 — 20.01.1969 — головний редактор газети «Молодь України»
20.01.1969 — 03.08.1971 — заступник відповідального редактора газети «Радянська Україна»
02.08.1971 — 27.01.1976 — завідувач сектору відділу видавництв, поліграфії та книжкового мистецтва ЦК КПУ
28.01.1976 — 01.12.1977 — головний редактор газети «Вечірній Київ»
01.12.1977 — 26.09.1991 — головний редактор газети « Прапор комунізму» з 25.07.1991 газета «Київський вісник»
03.10.1991 — 19.03.1994 — консультант генерального директора, директор видавництва, старший радник президента фірми «Довіра»
21.03.1994 — 03.11.1994 — радник головного редактора газети «Київські відомості»
03.11.1994 — 05.12.1996 — головний редактор газети «Сільське життя» ЗАТ "Видавництво «Київські відомості»
11.01.1997 — 09.03.1998 — керівник підрозділів газет «Хрещатик», «Юридичний вісник України» ТОВ «Юрінком»
09.03.1998 — 04.08.1999 — радник голови Київської міської державної адміністрації
Понад 15 років Олег Іванович Ситник був секретарем Спілки журналістів УРСР, впродовж 20 років — депутатом Київської міської Ради народних депутатів.
Помер 6 жовтня 2006 року в Києві, похований на Байковому кладовищі.

## Нагороди і відзнаки
- Орден «Знак Пошани» (1971, 1981)[джерело?]
- Медалі «За трудову доблесть»(1966), «За доблесну працю» (1970), «В пам'ять 1500 — річчя Києва» (1982), «Ветеран праці» (1984).
- Почесне звання «Заслужений працівник культури України» (1968).
- Почесна Грамота Президії Верховної Ради Української РСР (1985).

## Ушанування пам'яті
5 травня 2009 року у Печерському районі Києва, на фасаді будинку № 19-А по вулиці М. Омел'яновича-Павленка (колишня Суворова), де в 1975—2001 рр. жив і працював український журналіст, було відкрито меморіальну дошку його пам'яті (скульптор Володимир Іваненко, архітектор — Олег Стукалов).